# Daniel Giraud Elliot

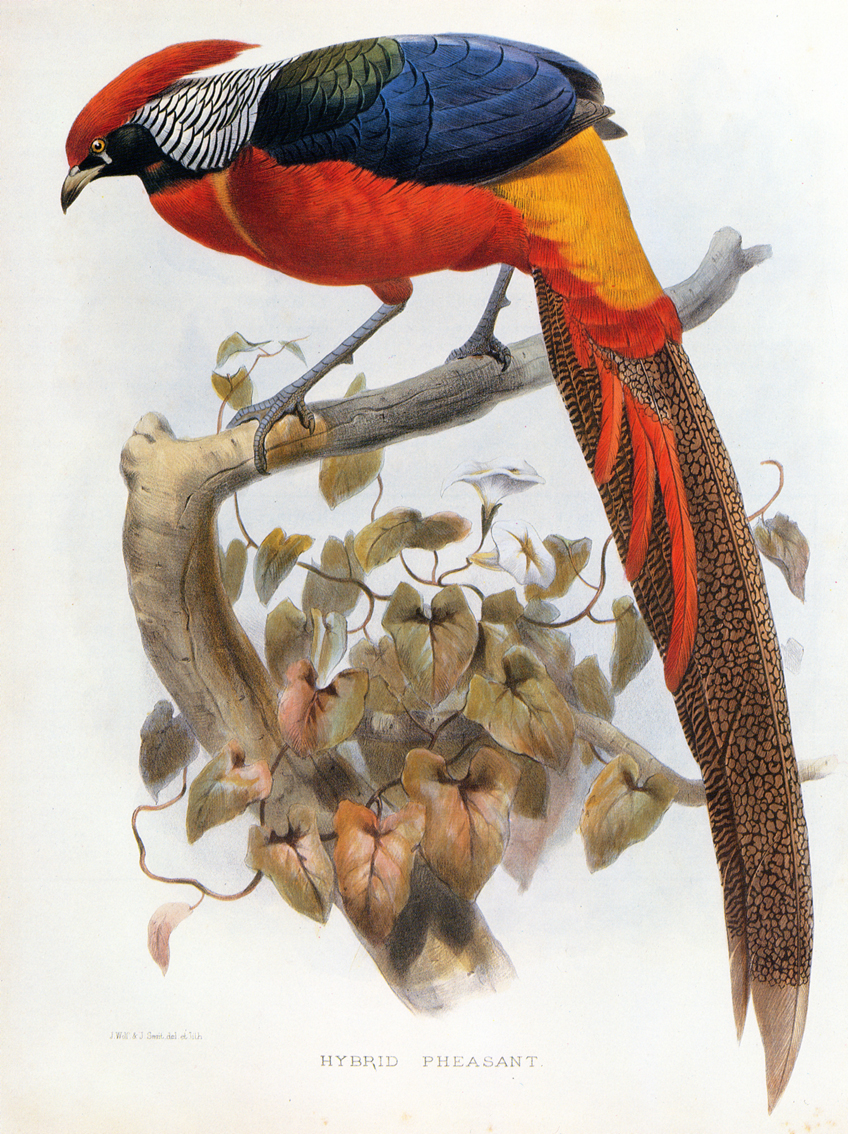
Plansch från verket A Monograph of the Phasianidae som visar en hybrid mellan guldfasan (Chrysolophus pictus) och diamantfasan (Chrysolophus amherstiae).

Daniel Giraud Elliot, född 7 mars 1835 i New York, död 22 december 1915, var en amerikansk zoolog.

## Biografi
Elliot var en av stiftarna av American Museum of Natural History i New York samt en av grundarna av American Ornithologists' Union. Han var länge sysselsatt som kurator i Field Museum i Chicago. Elliot utgav flera dyrbara böcker med färggranna planscher som visar fåglar och andra djur. Texterna skrev han huvudsakligen själv. För illustrationerna anställde han kända konstnärer som Joseph Wolf och Joseph Smit som redan tidigare hade arbetad åt John Gould.
The National Academy of Sciences utdelar en medalj till minne av Daniel Giraud Elliot för framgångsrika arbeten inom zoologin och paleontologin.

## Verk i urval
- A Monograph of the Phasianidae (Family of the Pheasants) (1870-1872)
- A Monograph of the Paradiseidae or Birds of Paradise (1873)
- A Monograph of the Felidae or Family of Cats (1878)
- Review of the Primates (1913)